# Gymnosoma sylvatica
Gymnosoma sylvatica là một loài ruồi trong họ Tachinidae.